# André Heller (artista)
André Heller (Vienna, 22 marzo 1947) è un cantante, artista e attore austriaco.
A partire dagli anni 80 si è prodotto soprattutto in spettacoli teatrali e nella creazione di installazioni artistiche, oltre che in performance multimediali itineranti che faranno di lui uno dei più importanti artisti visionari austriaci.

## Biografia

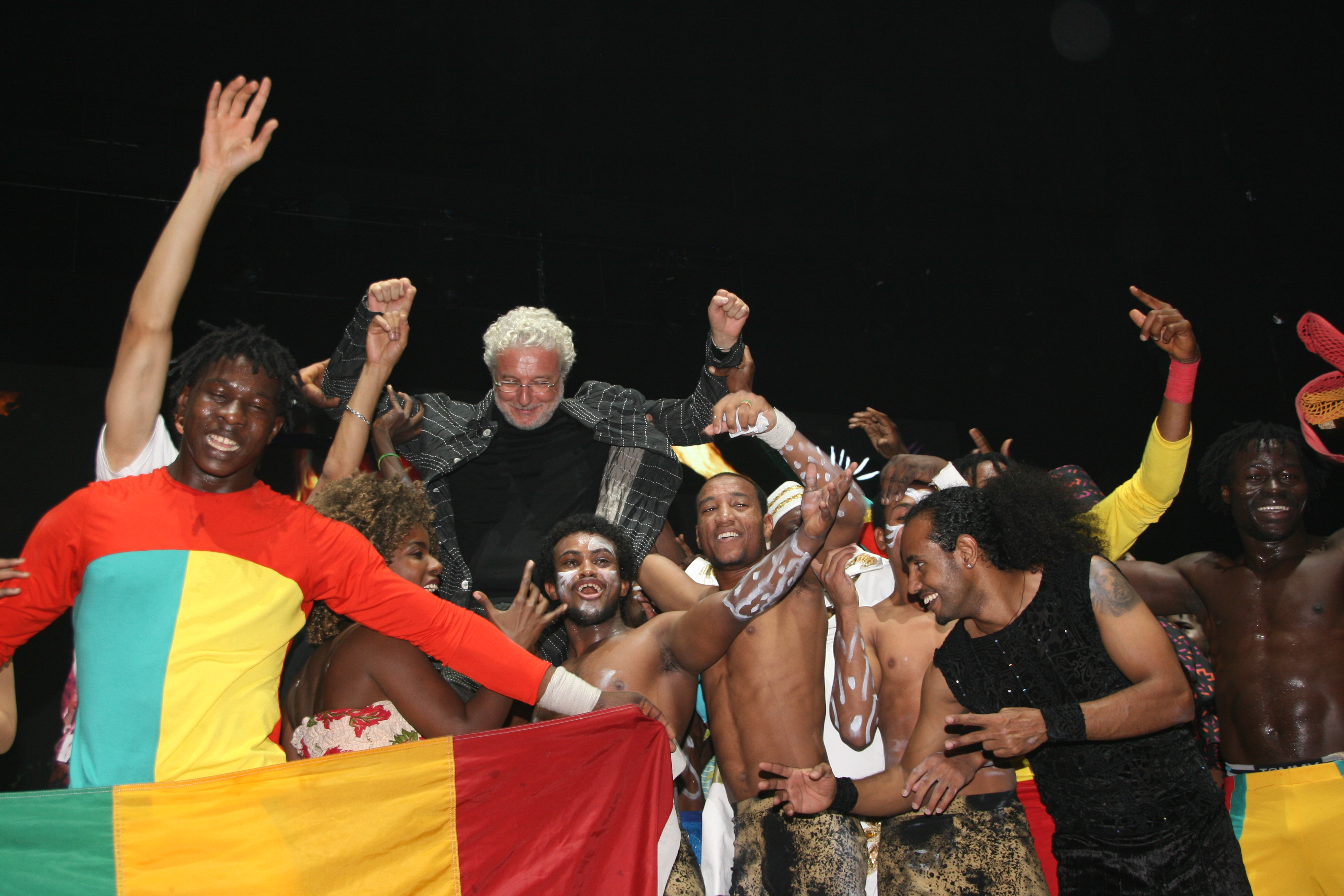
André Heller nel 2013 a Vienna col cast di Afrika! Afrika!

Di facoltosa famiglia ebrea, è stato un brillantissimo studente al liceo. Ha quindi iniziato a frequentare molti grandi nomi del teatro austriaco, su tutti Helmut Qualtinger, col quale avrebbe poi lavorato più volte. Prima degli esordi teatrali è stato tra i fondatori di un'emittente radiofonica a tematica pop, nella quale ha anche condotto una trasmissione che gli ha permesso di farsi conoscere da un notevole pubblico.
Nel 1968 è approdato in televisione, dove è stato protagonista di uno show in cui ha cantato e recitato. Lo stesso anno ha inciso il suo primo vinile. Per tutti gli anni 70 Heller è stato uno dei cantanti austriaci di maggior successo, grazie anche a fortunati tour musicali in patria e all'estero. Ha pubblicato circa 20 album, molti dei quali certificati dischi d'oro o di platino.
Come attore cinematografico è stato attivo negli anni 70 e 80, interpretando generalmente ruoli secondari ma significativi. In seguito lavorerà ancora per il grande schermo, contribuendo alla realizzazione di colonne sonore.
Nel 1976 ha fondato con Bernhard Paul il Circo Roncalli, comprendente acrobati, clown, giocolieri ma non animali, i quali vengono sostituiti da ologrammi. Un anno più tardi l'artista ha lasciato il circo, che è ancora oggi attivo. Nel terzo millennio creerà invece Afrika! Afrika!, un evento itinerante con protagonisti artisti circensi africani.

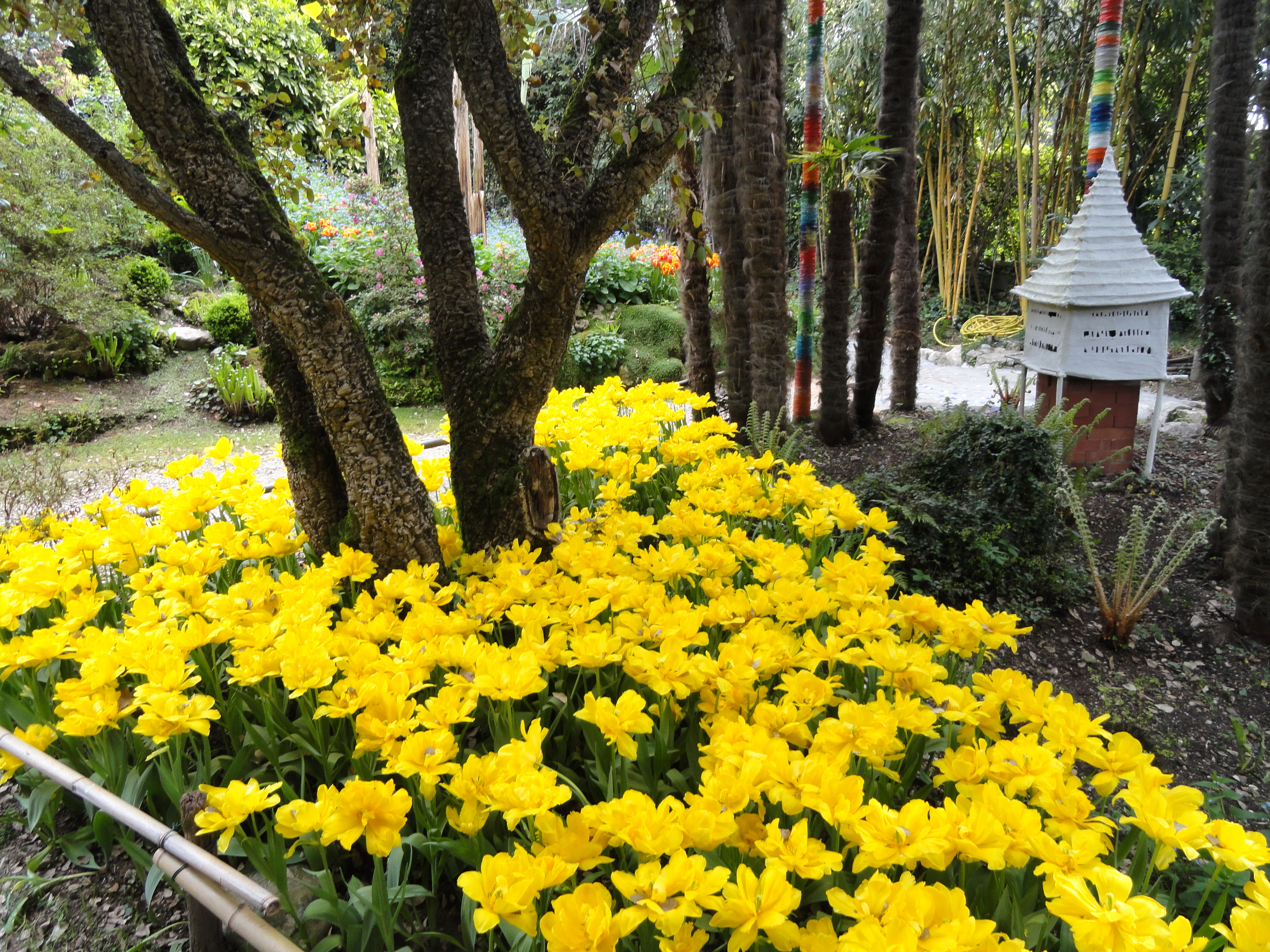
Gardone Riviera, Giardino botanico André Heller

Nell'estate 1985 ha organizzato ad Amburgo, nell'ambito di una fiera locale, l'evento Luna Luna, in cui ha abbellito un luna park con sculture e decorazioni appositamente realizzate da artisti affermati come Keith Haring, Roy Lichtenstein, Joseph Beuys, Salvador Dalí, Jean-Michel Basquiat, Erwin Novak, Susanne Schmoegner, oltre che da Heller stesso.
Nel 1989 André Heller ha rilevato in Italia, a Gardone Riviera, il celebre Giardino Hruskha, denominato da allora Giardino Heller, aggiungendovi nuove varietà di piante provenienti da ogni parte del mondo nonché opere sue e degli artisti che avevano già collaborato per Luna Luna. Nel 2019 ha creato un giardino analogo in Marocco, presso Marrakech, chiamato Anima Garden. Dal 2022 proprietari del giardino di Gardone Riviera sono i membri della famiglia Porsche, mentre Heller vi è rimasto solo in qualità di direttore artistico. Sempre nel 2022 Heller ha ripresentato Luna Luna.
Ha ottenuto due importanti premi: il Bambi (1986) e l'Amadeus Austrian Music Award (2004).

## Vita privata
Heller è padre del rapper Left Boy. Trascorre a Gardone diversi mesi dell'anno. Possiede un appartamento a Vienna, in cui nel 2000 ha ricevuto l'allora cancelliere tedesco Gerhard Schroeder.

## Discografia parziale
- No. 1 (1970)
- Platte (1971)
- Das war André Heller (1972)
- Neue Lieder (1973)
- A Musi Musi A (1974)
- Bei lebendigem Leib (live, 1975)
- Abendland (1976)
- Basta (1978)
- Bitter und Süß (1978)
- Ausgerechnet Heller (1979)
- Heurige und gestrige Lieder (con la partecipazione straordinaria di Helmut Qualtinger, 1979)
- Verwunschen (1980)
- Stimmenhören (1983)
- Narrenlieder (1985)
- Liebeslieder (1989)
- Kritische Gesamtausgabe 1967–1991 (1991)
- Ruf und Echo (2003)
- Bestheller 1967–2007 (2008)

## Libri
- Luna Luna, Wilhelm Heyne Verlag, München 1987, ISBN 3-453-00047-1
- Mein Garten. Flora-Führer durch den Giardino Botanico Gardone, München, Brandstätter, 2001, ISBN 9783854981282, OCLC 248380752.